# Lasse Johansson (journalist)
Lasse Johansson, född 1961, är en svensk radiojournalist. Han är sedan 2012 programledare för Studio Ett i Sveriges Radio P1.

## Biografi
Lasse Johansson har programlett bland annat P1 Morgon, Godmorgon Världen samt varit radiokorrespondent i New York.
2022 var han programledare för partiledarutfrågningen i Sveriges Radio tillsammans med Katherine Zimmerman.
Han är gift med Kajsa Ingemarsson. De har två barn.